# Byron G. Rogers

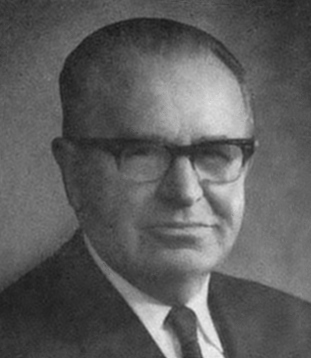
Byron G. Rogers (1969)

Byron Giles Rogers (* 1. August 1900 in Greenville, Hunt County, Texas; † 31. Dezember 1983 in Denver, Colorado) war ein US-amerikanischer Politiker. Zwischen 1951 und 1971 vertrat er den ersten Wahlbezirk des Bundesstaates Colorado im US-Repräsentantenhaus.

## Werdegang
Im April 1902 zog Byron Rogers mit seinen Eltern in das Oklahoma-Territorium. Er besuchte die öffentlichen Schulen in Checotah. Während des Ersten Weltkrieges war Rogers Soldat der US Army. Nach dem Krieg setzte er seine Ausbildung an der University of Arkansas (1918), der University of Oklahoma (1919–1922) und an der University of Colorado (1923–1924) fort. Nach einem Jurastudium an der University of Denver und seiner 1925 erfolgten Zulassung als Rechtsanwalt begann Rogers in Las Animas (Colorado) in seinem neuen Beruf zu arbeiten. Zwischen 1929 und 1933 war er juristischer Vertreter dieser Gemeinde.
Politisch war Rogers Mitglied der Demokratischen Partei. Von 1932 bis 1935 gehörte er dem Repräsentantenhaus von Colorado an; im Jahr 1933 war er Präsident des Hauses. Seit 1933 war er auch Bezirksstaatsanwalt im Bent County. Danach arbeitete er bis 1934 als juristischer Berater für die Bundesregierung. Dabei beriet er zwei Behörden, die mit der Überwindung der Weltwirtschaftskrise befasst waren, nämlich die Agricultural Adjustment Administration und die National Recovery Administration. Zwischen 1934 und 1936 war er als stellvertretender Bundesstaatsanwalt für Colorado zuständig und von 1936 bis 1941 war Byron als Attorney General Generalstaatsanwalt des Staates Colorado; in diesem Amt folgte er auf Paul P. Prosser. Zwischen 1942 und 1945 war er Mitglied des Kriegsarbeitsausschusses (War Labor Board).
1950 wurde Rogers im ersten Distrikt von Colorado in das US-Repräsentantenhaus in Washington gewählt, wo er am 3. Januar 1951 John A. Carroll ablöste. Nachdem er in den folgenden Wahlen jeweils bestätigt wurde, konnte er bis zum 3. Januar 1971 insgesamt zehn Legislaturperioden im Kongress absolvieren. Für die Wahlen des Jahres 1970 wurde er von seiner Partei nicht mehr nominiert. Nach dem Ende seiner Zeit im Kongress zog Rogers sich aus der Politik zurück. Er verbrachte seinen Lebensabend in Denver, wo er am 31. Dezember 1983 verstarb.